# Yolanda Guasch Marí
Yolanda Guasch Marí (Ibiza, 1982) es una historiadora del arte y profesora española adscrita al Departamento de Didáctica de las Ciencias Sociales de la Universidad de Granada.

## Biografía
Inició sus estudios universitarios en el año 2000 en la Universidad de las Islas Baleares y se licenció en Historia del Arte por la Universidad de Granada en 2005. Se doctoró en la misma especialidad en 2011 con una tesis sobre Artistas andaluces exiliados en México. En 2007 obtuvo el título de máster en Gestión Cultural y en 2009 el de Investigación y Tutela del patrimonio histórico, ambos por la Universidad de Granada. El trabajo resultante de este último, titulado Memoria i exilio. El pintor Ramón Medina Tur, fue premiado por el Instituto de Estudios Ibicencos.
Sus trabajos giran en torno al arte contemporáneo y la didáctica y la difusión del patrimonio. En 2017 participó, junto a Carmen Vidal Balanzat, en el rodaje del documental Retrats en torno al tema del exilio balear en México.

## Publicaciones
- Artistas andaluces en el exilio (2011)
- María Teresa Toral. Obra gráfica (2012), junto a M.J. Montañés Garnica y F. Toro Ceballos
- Memoria i exilio. El pintor Ramón Medina Tur (2013)
- Andalucía y México (2013)